# My Brother's Keeper (ER)
My Brother's Keeper is de zestiende aflevering van het vierde seizoen van de televisieserie ER, die voor het eerst werd uitgezonden op 5 maart 1998.

## Verhaal
Dr. Ross heeft zijn wetenschappelijk onderzoek klaar en wil deze presenteren voor zijn studie, hij krijgt weerstand van dr. Weaver die het onderzoek slecht vindt. Ondertussen krijgt hij een jonge patiënt onder behandeling, hij merkt merkwaardige verwondingen op hem en vermoedt dat hij mishandeld wordt door zijn ouders. Nadat hij de ouders beschuldigtd heeft van mishandeling komt hij erachter dat hun kind gestoord is 
Dr. Greene heeft moeite om Cynthia te vinden, zij lijkt ineens van de aardbodem verdwenen te zijn.
Dr. Carter komt tot zijn schrik erachter dat onder een aantal patiënten met een drugsoverdosis ook zijn neef Chase zit. Hij wordt nu ter verantwoording geroepen door zijn grootouders, omdat hij nooit iets gemeld heeft van de drugsverslaving van Chase.
Dr. Del Amico krijgt een patiënt onder behandeling waarvan de identiteit niet achterhaald kan worden. Zij komt erachter dat de patiënt binnengebracht is vanuit een ander ziekenhuis, dit omdat zij niet verzekerd blijkt te zijn.
Dr. Benton en dr. Corday raken steeds meer op elkaar gesteld. Tijdens een uitje komen zij de zus van dr. Benton tegen, dit maakt hem ongemakkelijk.
De zoon van dr. Anspaugh, Scott, is klaar met zijn chemotherapie en de vriendschap tussen hem en Jeanie Boulet wordt steeds hechter.

## Rolverdeling

### Hoofdrol
- Anthony Edwards - Dr. Mark Greene
- George Clooney - Dr. Doug Ross
- Noah Wyle - Dr. John Carter
- Jonathan Scarfe - Chase Carter
- George Plimpton - John Truman Carter sr.
- Frances Sternhagen - Millicent Carter
- Eriq La Salle - Dr. Peter Benton
- Laura Innes - Dr. Kerry Weaver
- Alex Kingston - Dr. Elizabeth Corday
- Maria Bello - Dr. Anna Del Amico
- Paul McCrane - Dr. Robert Romano
- Jorja Fox - Dr. Maggie Doyle
- John Aylward - Dr. Donald Anspaugh
- Trevor Morgan - Scott Anspaugh
- Brooke Stephens - Evette Anspaugh
- Kenneth Alan Williams - Dr. Thomas Gabriel
- Gloria Reuben - Jeanie Boulet
- Julianna Margulies - verpleegster Carol Hathaway
- Deezer D - verpleger Malik McGrath
- Laura Cerón - verpleegster Chuny Marquez
- Lily Mariye - verpleegster Lily Jarvik
- Gedde Watanabe - verpleger Yosh Takata
- Lyn Alicia Henderson - ambulancemedewerker Pamela Olbes
- Montae Russell - ambulancemedewerker Dwight Zadro
- Emily Wagner - ambulancemedewerker Doris Pickman
- Brian Lester - ambulancemedewerker Brian Dumar
- J.P. Hubbell - ambulancemedewerker Lars Audia
- Abraham Benrubi - Jerry Markovic
- Kristin Minter - Randi Fronczak
- Erica Gimpel - Adele Newman
- Khandi Alexander - Jackie Robbins

### Gastrol
- Tricia Cast - Mary Jo Reynolds
- Robert Knepper - Keith Reynolds
- Devon Michael - Eric Reynolds
- Kathleen Lloyd - Dr. Mack
- Lisa Dinkins - Dr. Hennessy
- James Hornbeck - Dr. David Zaccarria
- Eric Saiet - Alex Dibble
- Mariska Hargitay - Cynthia Hooper
- Mary Kathleen Gordon - Rose Kyle

en vele andere